# ズビグニエフ・ナミスオフスキ
ズビグニエフ・ナミスオフスキ（ポーランド語: Zbigniew Namysłowski、1939年9月9日 - 2022年2月7日）は、ワルシャワで生まれたポーランドのジャズ・アルトサックス奏者、フルート奏者、チェロ奏者、トロンボーン奏者、ピアニスト、作曲家で、おそらくクシシュトフ・コメダのアルバム『Astigmatic』への参加で最もよく知られている。過去に、ヤヌシュ・ムニアク、レシェック・モジジェル、ヴラディスラフ・センデツキ、マイケル・ウルバニアク、アンジェイ・トシャコフスキなどのアーティストとコラボレーションしてきた。
2022年2月7日、死去。82歳没。

## ディスコグラフィ

### リーダー・アルバム
- 『ローラ』 - Lola (1964年、Decca)
- Polish Jazz vol.6 (1966年)
- Astigmatic (1966年)
- Winobranie (1973年)
- Kuyaviak Goes Funky (1975年)
- Zbigniew Namyslowski (1977年)
- 『ナミスオフスキ』 - Namyslowski (1978年)
- Jasmin Lady (1978年)
- Future Talk (1979年)
- Air Condition (1981年)
- Open (1987年)
- Without A Talk (1991年)
- The Last Concert (1992年)
- Secretly & Confidentially (1993年)
- Zbigniew Namysłowski & Zakopane Highlanders (1995年)
- Cy to blues cy nie blues (1997年)
- 『ダンス』 - Dances (1997年)
- 3 Nights (1998年)
- Mozart Goes Jazz (1998年)
- Jazz & Folk - Namyslowski Quartet & Górale (2000年)
- Go! (2003年)
- Standards (2003年)
- Assymetry (2006年)
- Live at Kosmos, Berlin 1965 (2008年)
- Nice & Easy (2009年)

フィーチャード・ソロイスト:
- Reggae for Zbiggy (Laszlo Gardony Quartet) (1984年)